# Piper mourai
Piper mourai är en pepparväxtart som beskrevs av Truman George Yuncker. Piper mourai ingår i släktet Piper och familjen pepparväxter. Inga underarter finns listade i Catalogue of Life.